# Gasteria acinacifolia
Gasteria acinacifolia är en grästrädsväxtart som först beskrevs av Joseph Franz von Jacquin, och fick sitt nu gällande namn av Adrian Hardy Haworth. Gasteria acinacifolia ingår i släktet Gasteria och familjen grästrädsväxter. Inga underarter finns listade i Catalogue of Life.

## Bildgalleri

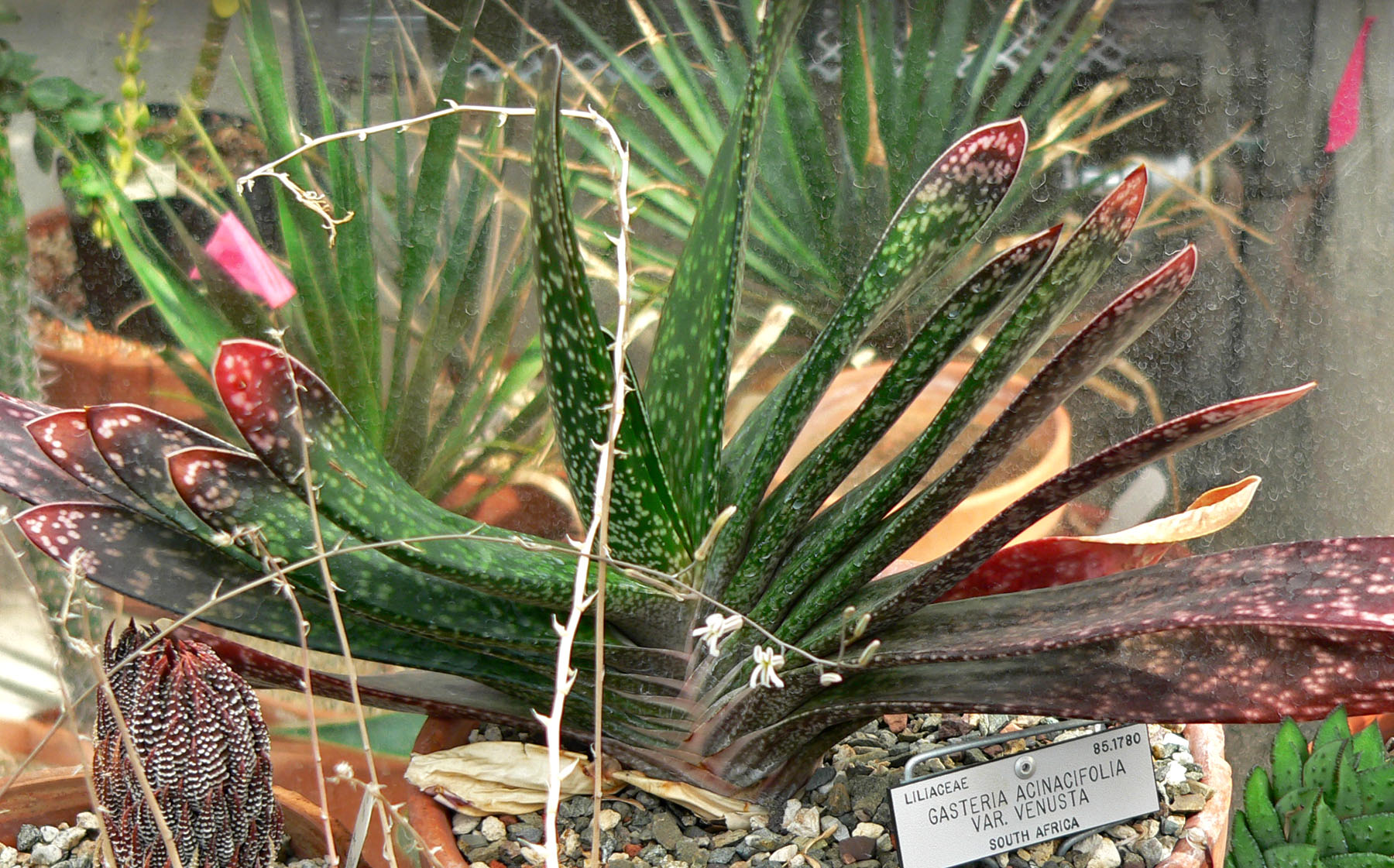
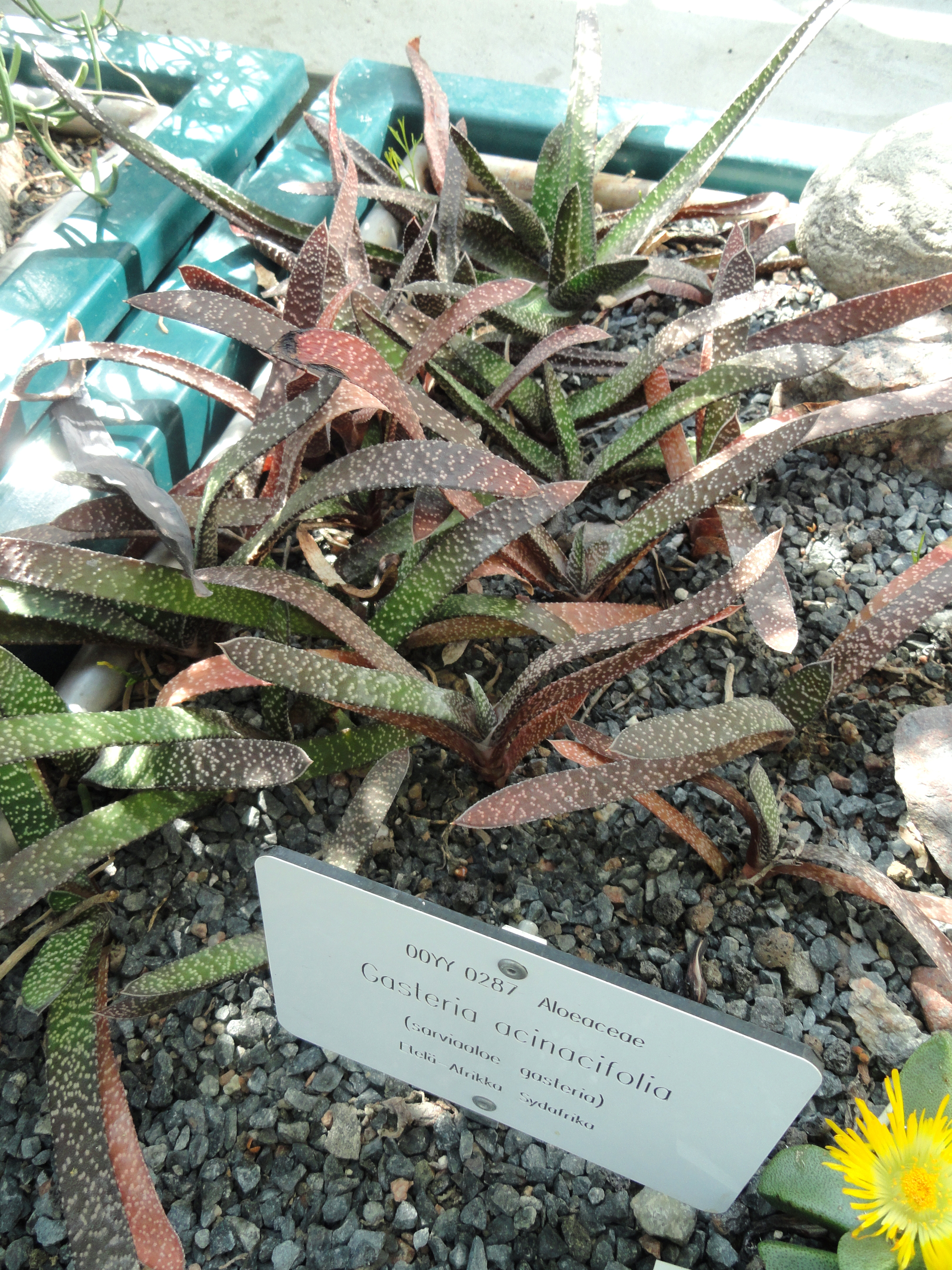